# .um
‎.um‏ دامنه اختصاص داده شده به جزایر کوچک حاشیه‌ای آمریکا است. این دامنه اینترنتی عملاً استفاده نمی‌شود.